# استفان مارکولف
استفان مارکولف (انگلیسی: Stefan Markolf؛ زادهٔ ۳ ژانویهٔ ۱۹۸۴) بازیکن فوتبال اهل آلمان است.
از باشگاه‌هایی که در آن بازی کرده‌است می‌توان به باشگاه فوتبال ماینتس ۰۵ اشاره کرد.